# Adonisea diffusa
Adonisea diffusa là một loài bướm đêm trong họ Noctuidae.